# Moreno (Pernambuco)
Moreno es un municipio brasileño del estado de Pernambuco. Tiene una población estimada al 2020 de 63.294 habitantes, según datos del IBGE.

## Historia

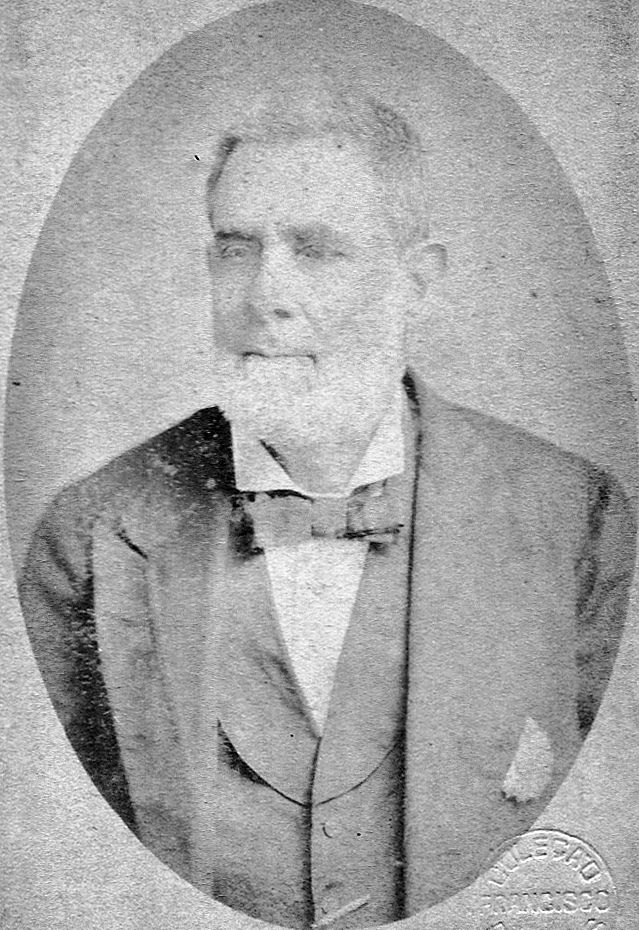
Barón de Morenos

La locación del actual municipio de Moreno proviene de la tierra comprada, en torno al año 1616, por dos hermanos portugueses de apellido Moreno. La intención era instalar un ingenio azucarero. Uno de ellos murió antes de la concretización de este proyecto.  El segundo, Baltazar Gonçalves Moreno, falleció el día del funcionamiento del ingenio.  La propiedad fue vendida por sus herederos la Antônio de Souza Leão. El ingenio fue visitado por Pedro II el 18 de diciembre de 1859, cuando el propietario fue agraciado con el título de Barón de Moreno y su esposa, Maria Amélia de Sousa León, con el título de Baronesa.
El desarrollo del municipio ganó impulso con la instalación de la industria textil Societé Cotonière Belge Brésilienne, en el inicio del siglo XX. El distrito fue creado por la ley municipal nº 126, del 8 de marzo de 1920, subordinado al municipio de Jaboatão dos Guararapes. La emancipación vino a través de la Ley 1.931 del 11 de septiembre de 1928. El municipio fue instalado en 1 de enero de 1929.

## Economía
Las principales actividades económicas del municipio son la agropecuaria, sector que más emplea en la ciudad, destacan los cultivos de caña de azúcar, coco, banana, inhame, maracuyá y la acerola. El comercio y la prestación de servicios también tienen bastante representatividad en la economía local.